# بزرگراه ۸۷ آسیا
بزرگراه ۸۷ آسیا که به صورت علامت اختصاری AH-87 نشان داده می‌شود، بزرگراهی است به طول ۶۰۶ کیلومتر که درون ترکیه از آنکارا آغاز شده و در ازمیر پایان می‌یابد. مسیر آن از جاده‌های زیر است:

## ترکیه
- D-200 جاده D200 : آنکارا - سیوری‌حصار
- D-260 جاده D260 : سیوری‌حصار - افیون قره‌حصار
- D-300 جاده D300 : افیون قره‌حصار - عشاق - ازمیر